# Institutioneel racisme
Institutioneel racisme, geïnstitutionaliseerd racisme, structureel racisme, staatsracisme of systemisch racisme is racisme dat bevolkingsgroepen systematisch uitsluit, marginaliseert en discrimineert door formele of informele regels vanuit instituties. Daarbij speelt het geen rol of de actoren binnen deze instituties opzettelijk handelen of niet. Onder instituties worden alle organisaties en structuren binnen de samenleving verstaan -  zoals gemeenten, bedrijven en de belastingdienst - maar ook grotere en abstracte maatschappelijke domeinen zoals "de arbeidsmarkt", "het onderwijs", "de woningmarkt" of "de zorg".
Institutionele discriminatie vindt indirect plaats en blijft daardoor vaak onzichtbaar. Door die onzichtbaarheid is bestrijding ervan geen eenvoudige zaak. in de meeste West-Europese landen is bijvoorbeeld sprake van institutioneel racisme bij de politie, onder meer als zij gebruik maken van etnisch profileren. Dit is moeilijk aantoonbaar.
Institutioneel racisme verschilt van racisme dat zich voordoet tussen individuen of in de privésfeer.

## Geschiedenis van de term
De Amerikaanse burgerrechtenactivisten Stokely Carmichael (later bekend als Kwame Ture) en Charles Hamilton gebruikten de term institutioneel racisme in 1967 in het boek Black Power: The Politics of Liberation. De auteurs waren Black Power-activisten en gebruikten de term om de gevolgen te beschrijven van een maatschappelijke structuur met een gelaagde raciale hiërarchie. Als gevolgen noemden zij discriminatie van en ongelijkheid voor etnische minderheden bij huisvesting, inkomen, werkgelegenheid, onderwijs en gezondheid. Als voorbeeld noemden zij Birmingham (Alabama), waar volgens hen elk jaar vijfhonderd zwarte baby's stierven door gebrek aan goede voeding, huisvesting en medische voorzieningen, en waar duizenden anderen fysiek, emotioneel en intellectueel kapotgingen en verminkt raakten door de armoede en de discriminatie in de zwarte gemeenschap. Ook het opsluiten van zwarte mensen in vervallen woonkazernes en een dagelijkse prooi zijn van uitbuitende huisjesmelkers, woekeraars en discriminerende makelaars noemden zij institutioneel racisme.
In 1999 omschreef de Britse William Macpherson in het onderzoeksrapport naar de moord op Stephen Lawrence het begrip als: "Het collectieve onvermogen van een organisatie om mensen een gepaste en professionele service te verlenen vanwege hun kleur, cultuur of etnische afkomst. Het kan worden waargenomen in processen, attitudes en gedragingen die op discriminatie neerkomen door onbewuste vooroordelen, onwetendheid, onnadenkendheid en racistische stereotypes die bepaalde bevolkingsgroepen benadelen."
Oorspronkelijk was de term vooral een sociologisch begrip. Het concept van institutioneel racisme kwam eind jaren 1990 na een lange onderbreking in het politieke discours op. Sindsdien is het een omstreden concept dat regelmatig bekritiseerd wordt.
De woordgroep wordt sinds 1969 in de Nederlandse media gebruikt, met pieken in oktober 2013, toen er veel media-aandacht was voor etnisch profileren door de politie en in 2020 bij de betogingen tegen racisme na de dood van de Amerikaanse George Floyd.

## Terminologie en classificatie

### Definities
Institutioneel racisme is van oorsprong een sociologische term die als volgt wordt gedefinieerd: "de systematische uitsluiting en/of discriminatie van groepen op basis van geschreven maar vooral ook ongeschreven regels, tradities, gedrag en omgangsvormen." Institutioneel racisme is subtieler dan openlijk racisme, dat simpel herkenbaar is in discriminerende uitlatingen van individuen, en het zit onbewust in de structuren van onze samenleving gebakken.
In het maatschappelijk debat gaat het meestal over onbewuste systematische discriminatie van bepaalde etnische groepen binnen grote organisaties. Dat kunnen overheidsorganisaties zijn zoals de Belastingdienst, gemeentelijke instanties, of de politie, maar ook organisaties in het bedrijfsleven, zoals personeelsafdelingen van bedrijven, horeca of woningverhuurders.
Het Engelse Cambridge-woordenboek omschrijft geïnstitutionaliseerd racisme als beleid, regels, werkwijzen etc. die een vast onderdeel zijn geworden van de manier waarop een organisatie of maatschappij werkt, en die een situatie creëren en in stand helpen houden waarin, op basis van hun ras, sommige mensen structureel oneerlijke voordelen genieten en anderen een oneerlijke of schadelijke behandeling ten deel valt. Institutioneel racisme kan op staatsniveau ook een van boven opgelegd alomvattend systeem van discriminatie zijn, met de bedoeling om één bevolkingsgroep te bevoordelen en te laten heersen over de andere bevolkingsgroepen. Dat kan gebeuren op grond van een ideologie, een religie, aanspraak op een grondgebied of uit klassiek racisme, waarbij de dominerende etnische groep zichzelf superieur acht ten opzichte van de andere etnische groepen.

### Classificatie
Institutioneel racisme uit zich in een verschil in toegang tot goederen, diensten en kansen in de samenleving. Als deze verschillen een integraal onderdeel worden van instituties, ontstaat een gangbare praktijk die moeilijk te corrigeren is. Uiteindelijk komt deze vorm van racisme tot uiting bij overheidsinstanties, bedrijven en universiteiten. Een probleem bij het terugdringen van geïnstitutionaliseerd racisme is dat er geen duidelijke dader aan te wijzen is. Wanneer racisme in de institutie is ingebouwd, komt het tot uitdrukking als een collectieve actie.
Psycholoog James M. Jones, hoogleraar aan de universiteit van Delaware, onderscheidt drie manieren waarop racisme kan voorkomen: persoonlijk, geïnternaliseerd en geïnstitutionaliseerd.
- Persoonlijk racisme omvat acties die voortkomen uit raciale vooroordelen, discriminatie, stereotypering, gebrek aan respect, wantrouwen, devaluatie en ontmenselijking.
- Geïnternaliseerd racisme komt voor bij de leden van de etnische minderheid zélf en betreft de negatieve percepties over hun eigen capaciteiten en intrinsieke waarde, zoals een laag zelfbeeld en een laag zelfbeeld van hun lotgenoten. Deze vorm van racisme kan zich manifesteren door witheid te omarmen, maar ook door berusting, hulpeloosheid en hopeloosheid. Dit kan zich op verschillende manieren uiten, bijvoorbeeld door het stoppen met een schoolopleiding, niet gaan stemmen of niet deelnemen aan gezondheidsscreening.
- Institutioneel racisme onderscheidt zich volgens Jones van andere vormen van racisme doordat het door beleid, praktijken en economische en politieke structuren raciale en etnische minderheidsgroepen in een nadelige positie plaatst ten opzichte van de raciale of etnische meerderheid van de institutie.

Een voorbeeld van institutioneel racisme is het verschil in de budgetten en de kwaliteit van leraren bij openbare scholen in de VS. Deze budgetten zijn vaak gecorreleerd met de waarde van woningen in de omgeving: rijke buurten zijn eerder witter, hebben betere leraren en er is meer geld voor het onderwijs, zelfs op openbare scholen. Andere voorbeelden die soms als institutioneel racisme worden beschreven, zijn etnisch profileren door bewakers en politie, het gebruik van stereotiepe raciale karikaturen, de onderrepresentatie van minderheden in de massamedia en ten slotte een verkeerde voorstelling van bepaalde raciale groepen in diezelfde massamedia.

#### Structureel racisme
Sommige sociologische onderzoekers maken onderscheid tussen institutioneel racisme en structureel racisme. Het eerste heeft betrekking op de normen en praktijken binnen een institutie, de tweede op de interacties tussen instituties; interacties die verschillende resultaten opleveren in functie van de etniciteit van de betrokken persoon. Een belangrijk kenmerk van structureel racisme is dat het niet kan worden herleid tot individuele vooroordelen of tot de enkele functie van een institutie.

#### Staatsracisme
Staatsracisme kan gezien worden als een bijzondere vorm van institutioneel racisme, waarbij het racisme zich uit in acties vanuit de staatsorganen, waarbij het racisme wettelijk verankerd kan zijn. In het geval van staatsracisme met een geïnstitutionaliseerd regime van systematische onderdrukking en overheersing is er sprake van apartheid.
De Amerikaanse historicus George M. Fredrickson, onder meer auteur van het boek White Supremacy: A Comparative Study of American and South African History uit 1981, identificeerde drie openlijk racistische politieke regimes in de twintigste eeuw, te weten:
- het zuidelijke deel van Verenigde Staten onder de wetten van Jim Crow (1865-1963).
- Zuid-Afrika onder het regime van de apartheid (1948-1991).
- Nazi-Duitsland (1933-1945).

Andere voorbeelden van staatsracisme zijn
- Het gegeven dat de Aboriginals in Australië voor 1967 geen stemrecht hadden.
- Het verbod op toegang van zwarte mannen tot het priesterschap in het mormonisme, dat bestond tussen 1844 en 1978.
- Etnische zuiveringen in Nigeria, Biafra (tijdens de Biafraoorlog, 1967-1970), Kosovo (door de Serviërs in 1998), Rwanda (waarbij vele Tutsi's in 1994 werden vermoord tijdens de Rwandese Genocide) en de tijdens oorlog in Darfur (verdrijving van de zwarte bevolking door Arabische milities vanaf 2003).

## Waarneembaarheid
Institutioneel racisme kan diep verborgen zijn in de structuren van de samenleving, waardoor mensen zich er veelal nauwelijks van bewust zijn. Het kan gaan om diep gewortelde gedragingen. Het institutioneel racisme kan ook aanwezig zijn in regelgeving, beleidslijnen en procedures van een organisatie.
Institutioneel racisme ligt op de loer in homogene gemeenschappen. Leden van zo een gemeenschap zijn - bewust of onbewust - van mening dat de ideale samenleving zo gelijkvormig mogelijk dient te zijn. Er is dan weinig plaats voor diversiteit. Minderheden en andere vreemdelingen krijgen tot taak om te integreren of in te burgeren. De leden van een homogene groep hebben ook de neiging om in hun onderlinge sociale interacties de leden van de eigen groep systematisch te bevoorrechten boven degenen die niet tot de groep behoren.
Volgens sommige visies bestaat er een verschil in waarnemen van institutioneel racisme tussen vrouwelijke en mannelijke slachtoffers. Mannen ervaren vaker geïnstitutionaliseerde discriminatie, vrouwen vaker interpersoonlijke discriminatie.

## Gevolgen
Een gevolg van institutioneel racisme is de discriminatie van minderheden op sociaal, economisch en politiek vlak, waardoor mensen uit deze minderheidsgroepen minder deelnemen aan allerlei maatschappelijke activiteiten.
- Door systemisch racisme op de woningmarkt ontstaat segregatie in zwarte en witte wijken.[13]
- Door minder kansen op een goede baan blijven mensen uit etnische minderheden in een lagere sociaal-economische positie vastzitten.[13]
- Kinderen uit minderheidsgroepen ervaren structureel lagere verwachtingen in het onderwijs, waardoor hun schoolkeuze beïnvloed wordt.[14]
- Vanwege zogeheten etnisch profileren door de politie ontstaat een grotere kans om aangehouden te worden, en daardoor een grotere kans om betrapt te worden op een misdaad. Waardoor een grotere kans op een straf bestaat.
- Een lagere participatie in de politiek kan een gevolg zijn van institutioneel racisme in de politieke partijen. Dat kan weer tot gevolg hebben dat bij de ontwikkeling van wet- en regelgeving minder rekening gehouden wordt met minderheden.

Institutioneel racisme heeft ook gevolgen voor het zelfbeeld van gediscrimineerde groepen. Zo deed het echtpaar Kenneth en Mamie Phipps Clark in de jaren 1940 onderzoek bij Afro-Amerikaanse kinderen naar hun voorkeur voor de kleur van tekeningen en poppen en naar hun zelfbewustzijn. Naast een voorkeur voor een blanke huidskleur vertoonden ze ontwijkgedrag bij hun afwijzing van de eigen huidskleur. Daarmee zouden ze al op jonge leeftijd de culturele voorkeur geïnternaliseerd hebben.

## Internationale maatregelen tegen racisme
Na de nazipraktijken in de Tweede Wereldoorlog besloten de Verenigde Naties in 1948 om een verbod op discriminatie in op te nemen in de regelgeving. In dat jaar verscheen de Universele Verklaring van de Rechten van de Mens. In 1950 verscheen het Europees Verdrag voor de Rechten van de Mens. In 1966 nam de VN het Internationale Verdrag inzake burgerlijke en politieke rechten en het Internationaal Verdrag inzake de uitbanning van alle vormen van rassendiscriminatie. Al deze verdragen bevatten een verbod op discriminatie op grond van onder andere ras. Op grond van het laatstgenoemde verdrag moeten landen periodiek rapporteren over racisme. Vanuit de VN worden speciale rapporteurs naar landen gezonden om periodiek over de situatie te rapporteren.

## Per land of regio

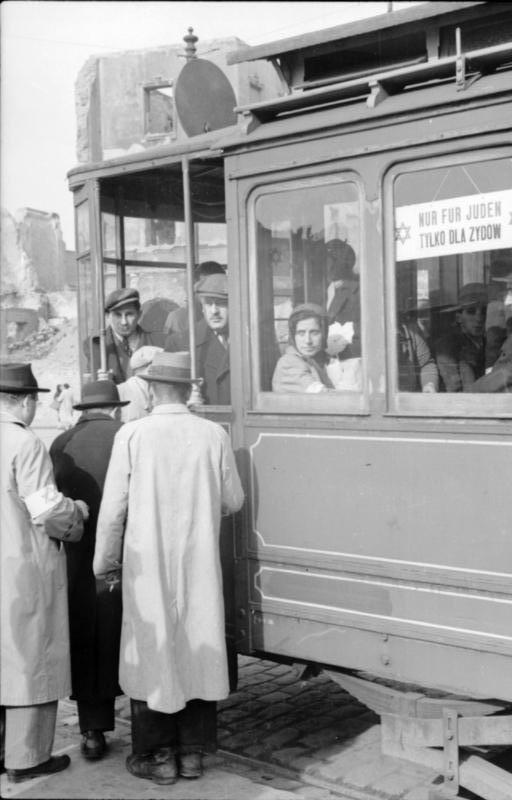
Een tram in Warschau in 1942, tijdens de Tweede Wereldoorlog. Op het bord rechts staat Nur fur Juden (Alleen voor Joden). Andere trams waren bedoeld voor de niet-joden. De stad werd bestuurd door nazi's, die geïnstitutionaliseerde discriminatie van joden en andere minderheden, zoals de Roma, invoerden

Hierna voorbeelden van instutioneel racisme in verschillende landen, te beginnen met Belgie en Nederland, daarna de overige landen op alfabetische volgorde.

### België
Volgens columinst Yousra Benfquih bestaat institutioneel racisme ook in België. Uit een onderzoek van de Universiteit Gent blijkt dat autochtone burgers voorrang krijgen ten opzichte van allochtone burgers bij sollicitaties en bij huisvestiging door onder andere verhuurders, bedrijven en interimkantoren. Bij een case-studie in Kortrijk blijkt dat de politie etnisch profileren hanteert en dat allochtone jongeren in het uitgaansmilieu vaker gecontroleerd worden dan autochtone jongeren. Het gaat dan om identiteitscontroles, autocontroles en drugscontroles. Ook gaat de politie vaker patrouilleren in buurten waar allochtone jongeren uitgaan. Sommige discotheken laten geen allochtone jongeren binnen.
In de rapportage van de Europese Commissie tegen Racisme en Intolerantie (ECRI) uit 2019 wordt - zeker in vergelijking tot de rapportage over Nederland - mild geoordeeld. Zo kent België verschillende methodes om racistische hate speech op sociale media tegen te gaan. In België bestaat sinds 1993 een organisatie om racisme tegen te gaan, Unia. Het land doet dat bovendien proactief. De diverse overheden en ook bepaalde steden hebben gratis faciliteiten voor de integratie van migranten. Lokale overheden kunnen ook subsidie krijgen om doorgangslocaties voor reizigers in te richten. De commissie heeft echter ook wel een aantal punten van kritiek. Er bestaat geen onafhankelijke organisatie gericht op discriminatie op grond van de taal. In het onderwijs voelen docenten zich hulpeloos of in de steek gelaten als ze te maken hebben met diversiteit in de klassen. Er bestaat geen preventief beleid tegen pesten of andere vormen van harassment op scholen. En er woedt een heftig debat in België over het dragen van hoofddoeken op school. Ten slotte blijkt het ook moeilijk voor illegale inwoners van het land om naar de politie te stappen als zij slachtoffer zijn van een misdaad. Zij lopen dan het risico te worden gearresteerd. Dit is in strijd met het principe dat slachtoffers niet gecriminaliseerd horen te worden.
Voor asielzoekers geldt - althans in 2013 - dat de ingewikkelde regelgeving het erg moeilijk voor hen maakt om te werken. Vrijwilligerswerk mogen zij in het geheel niet doen. Volgens Els Keytsman, directeur van Vluchtelingenwerk Vlaanderen, is dit een vorm van institutioneel racisme, dat volgens haar bovendien toeneemt.

### Nederland

#### Algemeen
In Nederland is discriminatie op grond van ras verboden, maar de maatregelen daartegen zijn niet altijd even effectief. In de periode 1980-2017 zijn honderden studies verricht die handelen over migranten. In 1985 werd het Landelijk Bureau Racismebestrijding, het latere Artikel 1, opgericht. Dit bureau werd gefinancierd door de rijksoverheid. 
In 2002 werd het Nationaal Platform voor overleg en samenwerking tegen Racisme en Discriminatie opgericht, als uitvloeisel van de World Conference Against Racism. Dit platform verdween echter weer tijdens het ministerschap van Rita Verdonk, minister van Vreemdelingenzaken en Integratie tussen 2003-2006. Zij ontkende dat er in Nederland sprake was van discriminatie van migranten op de arbeidsmarkt.
Volgens de Australische socioloog Ellie Vasta, die in 2017 de omstandigheden van etnische minderheden in Nederland heeft onderzocht, geloofden veel Nederlandse academici niet dat institutionele discriminatie in Nederland bestond.
Tijdens het Kamerdebat over de toeslagenaffaire, daags na het aftreden van het kabinet-Rutte III in januari 2021, verklaarde demissionair premier Mark Rutte echter in antwoord op een vraag van Kamerlid Esther Ouwehand expliciet dat institutioneel racisme volgens hem voorkomt in Nederland. Verschillende Kamerleden en advocaten hadden zich al eerder in die zin uitgelaten. Sindsdien zijn vele overheidsdocumenten verschenen die aandacht schenken aan institutioneel racisme.

#### In wetgeving
In Nederland is elke vorm van racisme verboden op grond van artikel 1 van de grondwet. Een rechter mag zich bij een uitspraak over discriminatie (of over andere onderwerpen) echter niet baseren op de grondwet. Sinds 1994 bestaat de Algemene wet gelijke behandeling. Bij onder andere instellingen voor volkshuisvesting, welzijn, gezondheidszorg, cultuur of onderwijs mag geen onderscheid naar o.a. ras gemaakt worden. Ook in het Wetboek van Strafrecht is een artikel over discriminatie opgenomen:
Onder discriminatie of discrimineren wordt verstaan elke vorm van onderscheid, elke uitsluiting, beperking of voorkeur, die ten doel heeft of ten gevolge kan hebben dat de erkenning, het genot of de uitoefening op voet van gelijkheid van de rechten van de mens en de fundamentele vrijheden op politiek, economisch, sociaal of cultureel terrein of op andere terreinen van het maatschappelijk leven, wordt teniet gedaan of aangetast.
In de overige artikelen van het Wetboek van Strafrecht staan bepalingen over de strafbaarheid van discriminatie. Een individu die in het openbaar discrimineert kan gestraft worden met een gevangenisstraf van ten hoogste twee jaar (artikel 137d). Iemand die dit bij herhaling doet in de uitoefening van een ambt, beroep of bedrijf wordt gestraft met gevangenisstraf van ten hoogste een jaar (artikel 137g).
Er wordt vaak een beroep gedaan op discriminatie. Tussen 2016 en 2019 werden er circa tweeduizend rechtszaken gevoerd waarin discriminatie - in brede zin, dus ook vrouwendiscriminatie - een rol speelde.

#### In de sport
In een rapport uit 2019 concludeert de European Commission against Racism and Intolerance (ECRI) dat tijdens voetbalwedstrijden van Nederlandse voetbalclubs, met name die van Ajax, antisemitische gezangen voorkomen. Bij andere voetbalwedstrijden worden junglegeluiden gemaakt richting mensen met een Afrikaanse afkomst.

#### Bij de politie
Mensen van Noord-Afrikaanse en Turkse afkomst worden vaker door de politie aangehouden. In 40% van deze aanhoudingen was er geen objectieve aanleiding voor.

#### In de politiek
De European Commission against Racism and Intolerance schrijft in een rapport uit 2019 dat het reguliere politieke debat in Nederland en de berichtgeving in de media sterk beïnvloed worden door xenofobe en angstbevorderende retoriek. De ECRI adviseerde om gedragsregels op te stellen voor het politieke debat. In een reactie hierop stelde het Nederlands kabinet dat het aan de Staten-Generaal zelf is of zij invulling willen geven aan deze aanbeveling. Het kabinet was niet voornemens om gedragscodes op te stellen over de politieke discours van leden van het kabinet.

#### In de werkgelegenheid
Bij sommige bedrijven en uitzendbureaus worden mensen uit minderheidsgroepen gediscrimineerd. Bij sollicitaties hebben - zo is uit onderzoek uit 2008 gebleken - mensen met een Marokkaanse, Turkse, Surinaamse of Antilliaanse achternaam 16 procent minder kans om uitgenodigd te worden voor een sollicitatiegesprek. In 2013 bleek uit soortgelijk onderzoek dat sollicitanten met een Nederlandse naam 60% meer positieve reacties kregen dan mensen met een Arabische naam.
Daarnaast zijn er uitzendbureaus die op verzoek van hun opdrachtgever sollicitanten met een migrantenachtergrond discrimineren. Medewerkers van die bureaus gaan volgens de ongeschreven regels in op de wens van werkgevers om geen sollicitanten van buitenlandse komaf te sturen. Dat dit gebruikelijk was werd duidelijk vanaf 2018.
Ook bij een (klein) onderzoek binnen 6 gemeenten bleek sprake te zijn van instiutioneel racisme op de werkvloer.

#### Op de woningmarkt
Kandidaat huurders met een niet-westerse naam worden in 13 procent van de gevallen ongelijk behandeld, zo bleek in 2020. Daarnaast zijn er vele incidenten op de woningmarkt, waarvan het niet zeker is of deze als institutioneel beschouwd moeten worden. Zo bleek bij een steekproef negen op de tien makelaars geen bezwaar te hebben als een verhuurder zijn woning niet wilde verhuren aan Marokkanen, Turken, Polen of Bulgaren.

#### Bij de Belastingdienst
De Nederlandse Belastingdienst gebruikte vanaf 2012 gegevens over de al dan niet dubbele nationaliteit om fraude op het gebied van de kinderopvangtoeslag op te sporen. De kwestie leidde onder andere tot het aftreden van staatssecretaris Menno Snel. De Autoriteit Persoonsgegevens kwam in haar onderzoek uit 2018 naar de toeslagenaffaire tot de conclusie dat er geen sprake was van etnisch profileren. Volgens deze instantie was de verwerking door de Belastingdienst van de dubbele nationaliteit van Nederlanders of de nationaliteit van anderen echter wel in strijd met de AVG. In 2022 werd na onderzoek door PricewaterhouseCoopers de conclusie getrokken door het Nederlands kabinet dat er bij de Fraudesignaleringsvoorziening (FSV) van de Belastingdienst sprake was geweest van institutioneel racisme. Volgens staatssecretaris van Rij konden mensen door de FSV anders zijn behandeld op basis van hun afkomst, nationaliteit, leeftijd of geslacht . Hij kondigde in 2022 maatregelen aan om institutioneel racisme bij de Belastingdienst tegen te gaan, onder andere door verbeterd toezicht.

#### Zwartepietendebat

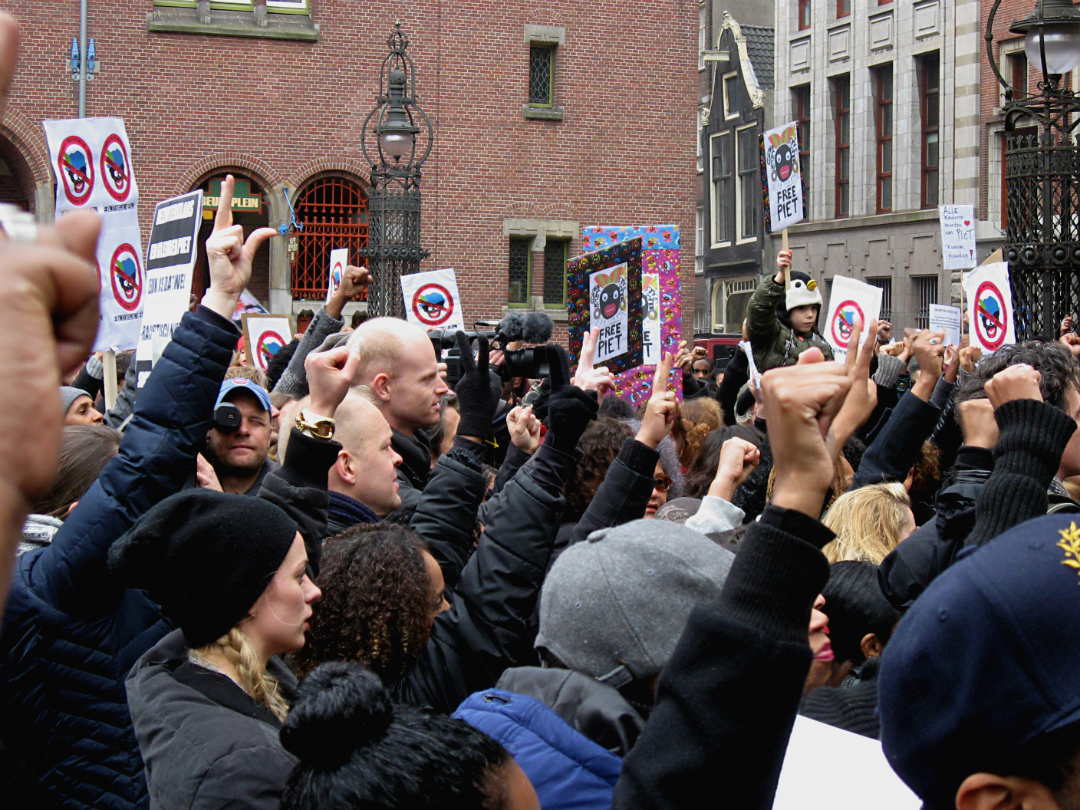
Anti-Zwarte Piet-demonstratie in Amsterdam, 16 november 2013

Het gebruik om Sinterklaas te laten vergezellen door Zwarte Piet wordt door tegenstanders gezien als een vorm van institutioneel racisme. Aan de andere kant staan mensen die in het gebruik geheel geen racisme zien. Het gebruik rondom de "zwarte knecht" van Sinterklaas ontstond in de 19e eeuw. In de jaren 1960 kwamen de eerste bezwaren tegen Zwarte Piet in de openbaarheid. Het Zwartepietendebat duurt voort tot in de 21e eeuw. Tijdens de coronapandemie in 2021 bleek Zwarte Piet bij de Sinterkaasintochten vrijwel nergens meer welkom, en werd deze vervangen door andere varianten, zoals een roetveegpiet. Er waren in 2023 nog enkele intochten met zwarte pieten, maar dat werd steeds meer ontmoedigd. Zo gaf de gemeente Breda geen subsidie voor een intocht met zwarte pieten.

### Australië

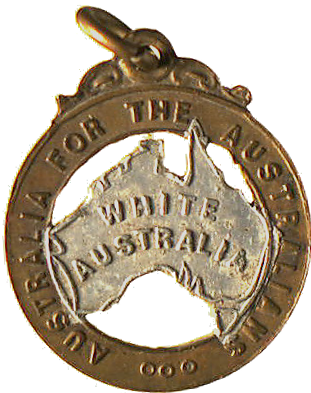
Badge uit 1910 met de tekst White Australia. Australia for the Australians

Toen kapitein James Cook in 1788 in Australië arriveerde, woonden er naar schatting 314.000 mensen. In 1901 was dit aantal teruggebracht tot 93.000. In 2011 maakten de Aboriginals 3% van de bevolking uit, 661.000 personen.
Tussen circa 1909 en 1969 werden kinderen van Aboriginals en ook die van oorspronkelijke bevolking van de eilanden in de Torresstraat, bij hun ouders weggehaald. Later werd dit de gestolen generaties genoemd. Het zwaarste lot trof kinderen van gemengd ras in de jaren 1920. Veel van deze kinderen werden geboren tijdens de aanleg van de Ghan-spoorweg. Zij werden soms op jonge leeftijd verlaten zonder dat iemand voor hen zorgde. Dit incident leidde ertoe dat alle kinderen van gemengde afstamming werden beoordeeld als verlaten en door de overheid werden weggehaald bij de ouders. Dit officiële beleid werd in verschillende wetten vastgelegd. Deze wetten zijn inmiddels ingetrokken. 
Het weghalen van verlaten kinderen van gemengde afstamming was echter vooral bedoeld om ervoor te zorgen dat vrouwelijke huisbediendes die een kind kregen direct na de bevalling konden blijven doorwerken. Ook werd de witte vader de schande van een bastaardkind bespaard.

#### Gezondheid en werkgelegenheid van Aboriginals
Vanaf 2008 werden speciale acties ontwikkeld om de gezondheid van Aboriginals te verbeteren. Dankzij deze maatregelen was in 2011 de levensverwachting voor Aboriginals 11,5 jaar hoger geworden voor vrouwen en 9,7 jaar voor mannen ten opzichte van 2008. Ook was de kindersterfte gedaald. Die bleef echter nog steeds 2,5 keer zo hoog als bij de niet-inheemse bevolking. Veel van de gezondheidsproblemen van de inheemse bevolking zijn te herleiden tot de slechte beschikbaarheid van transport vanuit de afgelegen gemeenschappen, die voor 78% meer dan 80 km verwijderd zijn van het dichtstbijzijnde ziekenhuis, waarbij openbaar vervoer ook veelal ontbreekt.
Hoewel Engels de officiële taal van Australië is, spreken veel inheemse Australiërs het niet als primaire taal. Er zijn onvoldoende vertalers, hetgeen een belemmering is voor adequate gezondheidszorg voor de Aboriginals. In 2012 klaagden zij dat institutioneel racisme en openlijke discriminatie nog steeds optreden. De VN-verklaring over de rechten van inheemse volkeren wordt in sommige delen van de overheid niet als een bindend document beschouwd, maar slechts als een ambitieuze doelstelling.

### Canada
In Canada bestaat of bestond institutioneel racisme tegen onder andere Chinese immigranten, en tegen de oorspronkelijke bevolking (indianen of First nations)

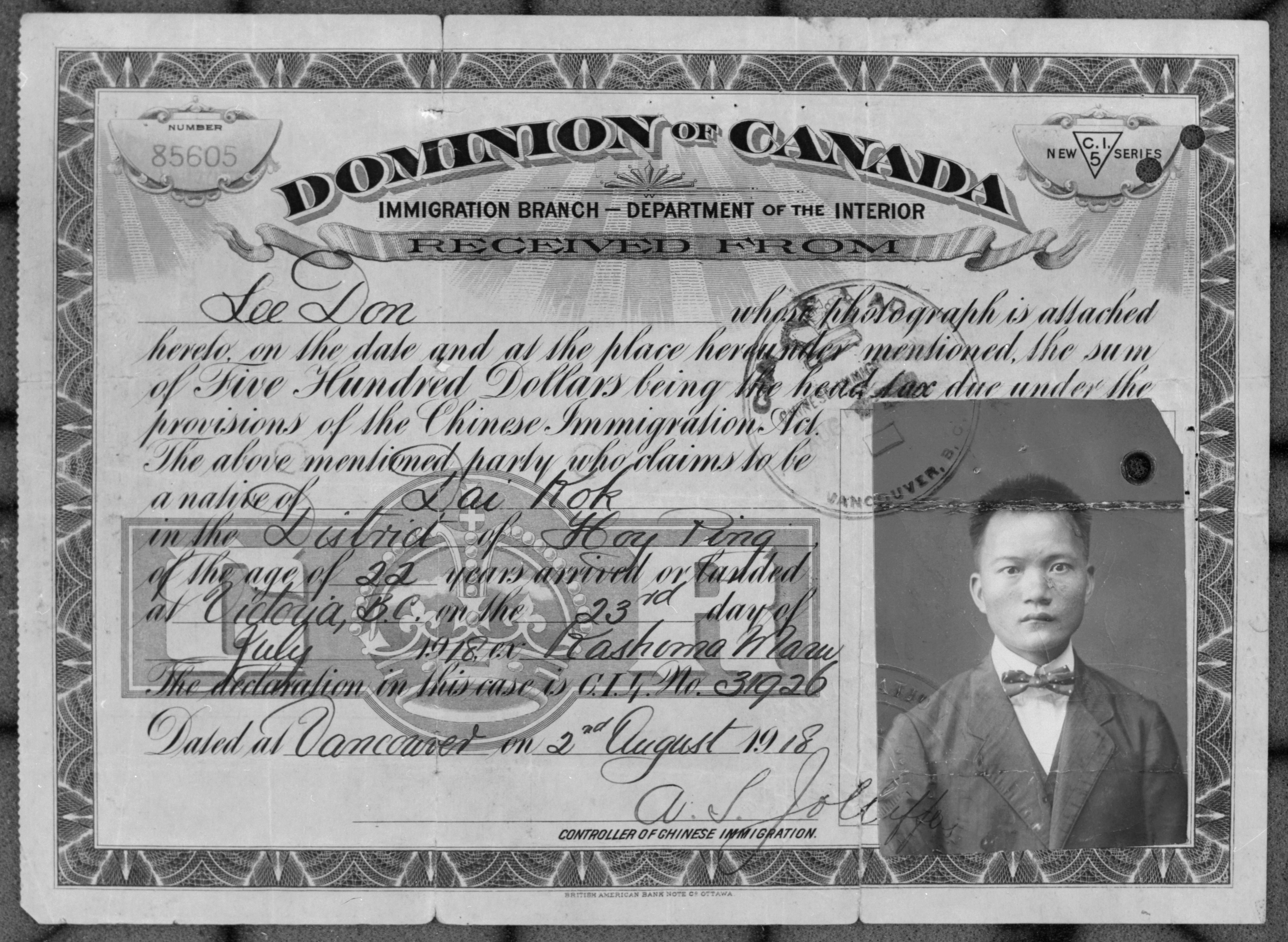
Certificaat voor Lee Dong uit 1918, waaruit blijkt dat hij betaald heeft the sum of five hundred dollars being the head tax due under the provisions of the Chinese Immigration Act

#### Anti-Chinese immigratiewetten
In 1885 werd de Chinese immigratiewet van kracht waarbij een belasting van $50 werd geheven op alle Chinezen die naar Canada emigreerden. Toen deze wet niet voldoende afschrikte werd het bedrag in 1900 verhoogd tot $100 en opnieuw in 1904, tot $500. Dit laatste is equivalent met ca. $8000 in 2003. In de periode 1995-2003 was het bedrag lager, namelijk $975 per persoon, Dit werd verder verlaagd tot $490 in 2006.

#### Inheemse bevolking
De levensstandaard van de inheemse volkeren in Canada blijft ver achter bij die van de niet-inheemse bevolking. De eerste bewoners zijn, samen met andere zichtbare minderheden, de armste groep van Canada. Hun levensverwachting is lager; minder van hen behalen een diploma op de middelbare school, er heerst een grotere werkloosheid en de kindersterfte is twee keer zo hoog.
De discriminatie van de oorspronkelijke bevolking begon al in de 19e eeuw, toen kolonisten uit Europa vonden dat de inheemse bevolking de beschaving moest worden bijgebracht. Het land van de inheemse bevolking werd gekocht in ruil voor de vermeende voordelen van de Europese samenleving en de christelijke religie.
In 1885 introduceerde generaal Middleton na het verslaan van de Métis-rebellie een systeem in het westen van Canada, waarbij de oorspronkelijke inwoners hun reservaten niet mochten verlaten zonder eerst een pas te hebben gekregen van hun landbouwinstructeurs. Hoewel dit systeem al in 1892 illegaal werd, bleef het systeem in werking tot het begin van de jaren 1930. Omdat de inheemse bevolking ook geen advocaat mochten worden, konden ze hun rechten niet verdedigen in de Canadese rechtbanken.
Toen leden van de inheemse bevolking aandrongen op erkenning van hun rechten en gingen klagen over corruptie en machtsmisbruik binnen het Indian Department, werd de wet gewijzigd, waardoor het hen verboden werd een advocaat in dienst te nemen om vorderingen tegen de Britse kroon in te dienen.

#### Kiesrecht
Lange tijd hadden de eerste bewoners van Canada geen kiesrecht. Wetgeving gericht op de inheemse bevolking definieerde tot 1951 een persoon als een individu, anders dan een indiaan. Een indiaan was daarom geen persoon. Alleen personen hadden kiesrecht. Er bestond echter wel een systeem waarmee een indiaan toch een persoon volgens de Canadese wet kon worden. Daarmee kreeg deze kiesrecht en konden hij of zij ook een Canadees staatsburger worden. Om een persoon te worden moesten inheemse mensen afstand doen van hun inheemse erfgoed en cultuur. Gehoopt werd dat zij dan de voordelen van de beschaafde samenleving zouden omarmen. Inderdaad gaven tussen 1920 en 1940 sommigen uit deze minderheid hun status op, teneinde het recht te krijgen om een schoolopleiding te volgen en om te mogen stemmen. De wetgeving bleek echter een mislukking omdat weinigen er vrijwillig aan deelnamen. In 1920 was al een wet aangenomen die de status tot persoon mogelijk maakte zonder toestemming. Velen werden onvrijwillig tot persoon gemaakt, waarmee zij automatisch hun Indiaanse status verloren, en daarmee ook hun recht om op de reservaten te verblijven, ook al waren zij inmiddels arts of dominee geworden.
De vereisten voor het verkrijgen van de persoonsstatus waren vooral discriminerend voor inheemse vrouwen. Als een vrouw met een Indiaanse status trouwde met een niet-Indiaanse man zou ze haar status als indiaan verliezen, net als haar kinderen. Andersom kregen niet-Indiaanse vrouwen die met Indiaanse mannen trouwen juist wel de Indiaanse status. Duncan Campbell Scott, de plaatsvervangend hoofdinspecteur van Indiaanse zaken, verwoordde het sentiment in 1920 als volgt: Ons doel is om door te gaan totdat er geen enkele indiaan in Canada is die niet is opgenomen in het politieke lichaam, tot er geen Indiaanse kwestie meer is en geen indiaans departement. Pas in 1985 werd de discriminerende clausule van de Indiaanse wet geschrapt.

#### Scholen

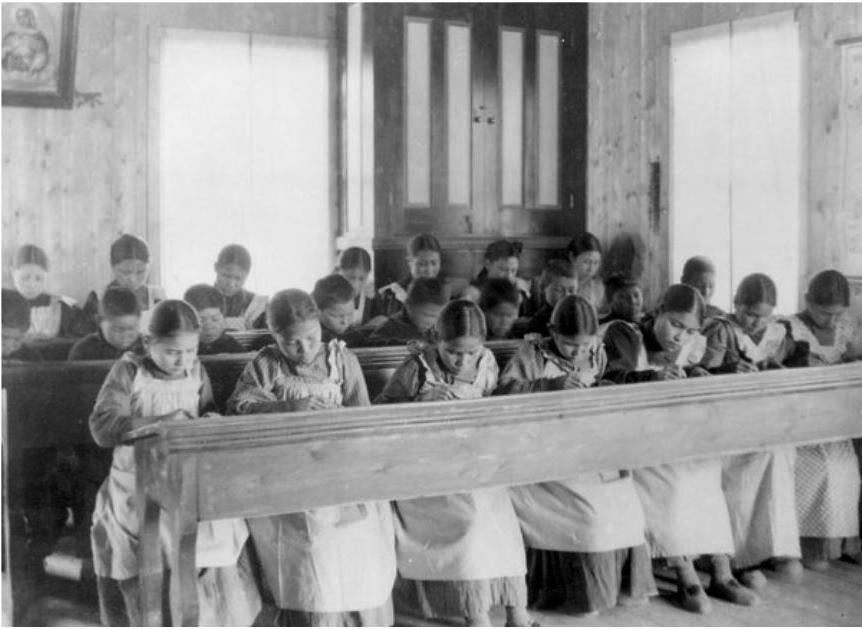
Meisjes aan het werk in een gesegregeerde Industrial school in Canada

In de 19e eeuw werd een systeem van industriële scholen ontwikkeld om de inheemse bevolking te kerstenen. Inheemse kinderen werden voor dat doel weggehaald bij hun ouders. Tegen 1920 werd het bezoeken van een industriële school verplicht. De academische doelen van deze scholen werden afgezwakt, omdat de studenten niet te slim moesten worden voor de Indiaanse dorpen.
De door de overheid verstrekte financiering voor deze scholen was over het algemeen ontoereikend. Vaak runden de scholen zich daarom zelf als zelfvoorzienende bedrijven, waar studentenarbeiders uit de klas werden gehaald om de was te doen, het gebouw te verwarmen of boerderijwerk te verrichten. Slaapzalen waren vaak slecht verwarmd en overvol en het eten was niet voldoende voedzaam. In een rapport uit 1907 werd vastgesteld dat in 15 van deze scholen het sterftecijfer 24% bedroeg. De auteur van dat rapport, P.H. Bryce, werd uit zijn functie ontheven en publiceerde in 1922 een pamflet waarin hij de Canadese overheden zowat van doodslag op de leerlingen beschuldigde.
Het ernstigste op de scholen waren misstanden op emotioneel, fysiek en seksueel gebied. Straffen waren vaak wreed, soms zelfs levensbedreigend. Kinderen kregen soms spelden in hun tong als ze hun moedertaal spraken, zieke kinderen moesten hun braaksel opeten. Ook werden inspecties van de geslachtsorganen uitgevoerd. Vanaf de jaren 1960 tot eind jaren 1980 werden kinderen van de inheemse bevolking van Canada uit hun families gehaald om ze in pleeggezinnen te plaatsen, of ter adoptie aan te bieden.
De meeste van de scholen zijn in de jaren 1970 gesloten. Eind jaren 1980 begonnen strafrechtelijke en civiele procedures tegen de regering en de kerken. In 2002 waren er meer dan 10.000 rechtszaken gevoerd. Met geld van de kerken en de Canadese overheid werd de Aboriginal Healing Foundation opgericht.

### Duitsland

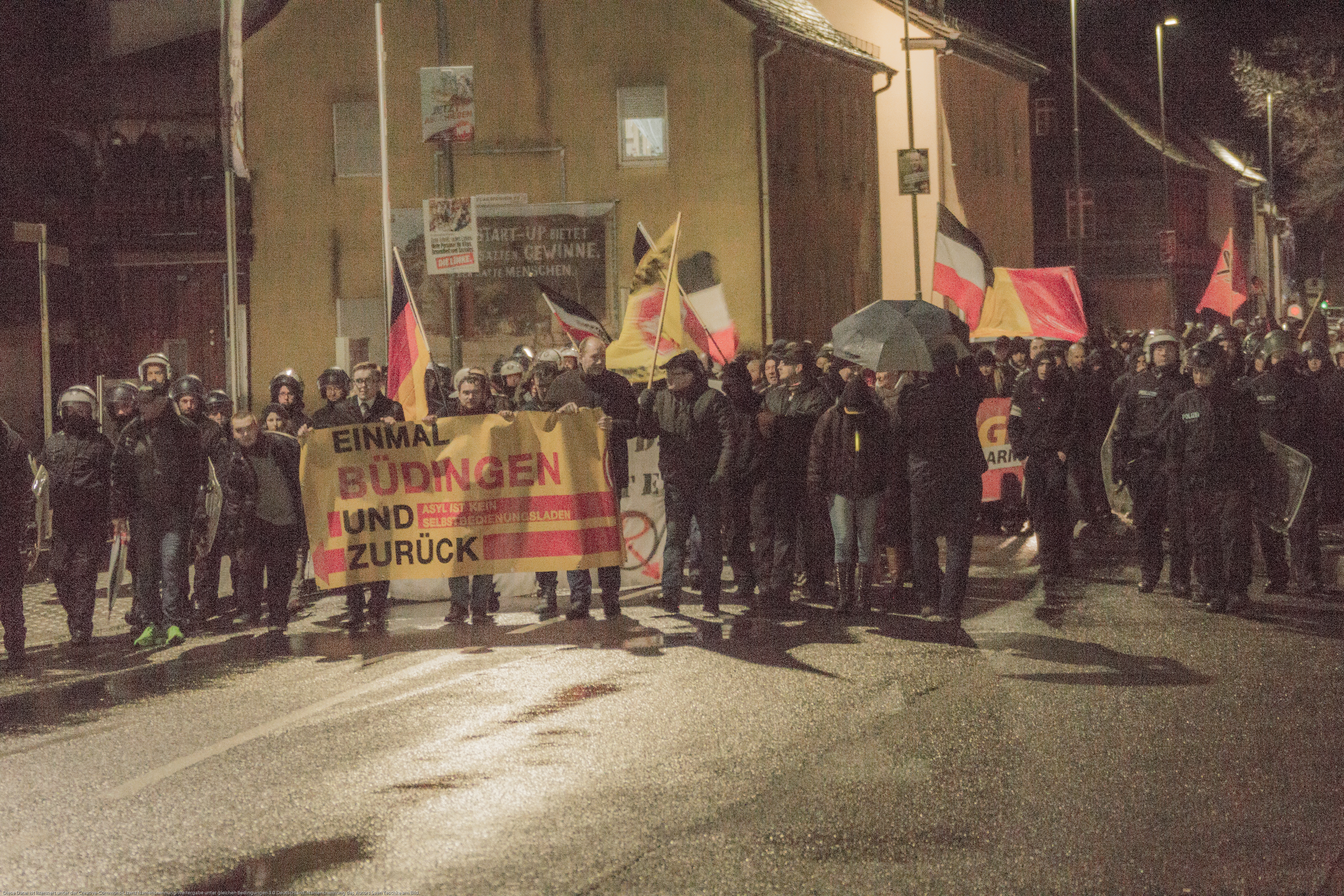
Demonstratie in Büdingen tegen de opening van een centrum voor de opvang van vluchtelingen

In 2009 bracht de Keniaanse advocaat Githu Muigai, als speciale VN-rapporteur voor racisme een bezoek aan Duitsland. In zijn rapport uit 2010 constateerde hij tekortkomingen in de strijd tegen het alledaagse racisme in de politiek en in de samenleving. In Duitsland wordt racisme veelal gelijkgesteld met rechts extremisme, waardoor het onvoldoende wordt waargenomen als het buiten die kringen optreedt. Het racisme is volgens Muigai zichtbaar als institutionele discriminatie: Politie, autoriteiten en rechtbanken moeten nog veel doen, zo zei hij. Hij noemde de invoering van een Algemene wet gelijke behandeling een stap in de goede richting. Deze wet moet volgens hem echter nog wel worden aangepast. Hij had ook kritiek op de geringe aanwezigheid van gekleurde mensen in het openbare leven en in de politieke gremia.
In 2013 identificeerde het Duitse Instituut voor de Rechten van de Mens latent racisme bij de Duitse politie, bijvoorbeeld door het gebruik van etnisch profileren. Hetzelfde constateerde een groep deskundigen van de Verenigde Naties, het VN-Comité tegen racisme in 2017.
In juni 2016 publiceerde Amnesty International een rapport over het bestaande institutioneel racisme tegen buitenlandse burgers en tegen Duitse burgers met buitenlandse wortels.

### Frankrijk

#### Het woord staatsracisme
In Frankrijk is het gebruik van de term staatsracisme zeer controversieel. De uitdrukking kwam in 2017 plotseling in de publiciteit en werd een objet-tabou (taboewoord). Er ontstonden semantische discussies over de vraag of er staatsracisme kan bestaan zonder rassenwetten. Een voorbeeld van zo een discussie is een kwestie uit 2017. Een lokale afdeling van de vakbond SUD éducation wilde een stagiair onderzoek laten doen naar staatsracisme. De reacties hierop waren vooral gericht tegen de term staatsracisme. De minister van Onderwijs Jean-Michel Blanquer diende een klacht in tegen de vakbond wegens smaad, niet alleen vanwege de term, maar ook omdat de vakbond ongemengde bijeenkomsten wilde gaan organiseren.

#### Bij de politie
In juni 2015 werd de Franse staat veroordeeld voor grove nalatigheid vanwege discriminerende politiecontroles. Er waren 13 dossiers ingediend door een organisatie met de naam Stop le contrôle au faciès (Stop met controle op grond van het uiterlijk). De Franse staat werd veroordeeld voor vijf van deze dossiers. In drie van deze gevallen werd ook het beroep bij het Hof van Cassatie bevestigd. 
In 2020 veranderde de toon van de Franse overheid over het racisme bij de politie. Na de moord op George Floyd door de Amerikaanse politie, kwamen er ook grotere protesten in Frankrijk, naar aanleiding van de dood van Adama Traoré, die in 2016 onder soortgelijke omstandigheden als Floyd om het leven was gebracht. Minister van Binnenlandse Zaken Christophe Castaner ontkende dat er in Frankrijk sprake is van institutioneel racisme, maar hij gaf toe dat te velen hebben gefaald in hun republikeinse plicht. Daarmee doelde hij waarschijnlijk op het motto van Frankrijk. Liberté, égalité, fraternité. Hij beloofde een hervorming door te voeren van de toezichthoudende instantie op de politie, de IGPN. De politie reageerde woedend op de uitspraken van Castaner. 
In 2023 kreeg Frankrijk uit meerdere hoeken fikse kritiek naar aanleiding van het doodschieten van de 17-jarige Nahel Merzouk door de politie bij een verkeerscontrole. 

### Israël

#### Wetten
De staat Israël heeft sinds zijn oprichting in 1948 maatregelen genomen en wetten ingesteld waarmee de Joodse bevolking bevoorrecht wordt ten opzichte van de inheemse Arabisch-Palestijnse bevolking. Israël weigert de verdreven Palestijnse vluchtelingen van de Nakba terug te laten keren, in weerwil van VN-Resolutie 194 (III) van 11 december 1948. Met de Wet op de Terugkeer uit 1950 kunnen Joden uit de gehele wereld zich vrij in Israël vestigen. Israël heeft geen grondwet, maar heeft in de loop der jaren Basiswetten aangenomen. In 2018 werd onder verantwoordelijkheid van premier Benjamin Netanyahu de controversiële Wet op de Natiestaat aangenomen, die de staat Israël omschrijft als een staat waarin alleen het Joodse volk recht op nationale zelfbeschikking heeft, die open staat voor "joodse vestiging", en waarin het Arabisch niet langer een officiële taal is.

#### Recht
De onafhankelijke Palestijns-Arabische rechten- mensenrechtenorganisatie Adalah is de enige Palestijnse organisatie die de rechten van Palestijnen in Israël en in bezet Palestijns gebied voor de Israëlische rechtbanken kan beschermen. Deze organisatie heeft een lijst van 65 discriminerende Israëlische wetten opgesteld. Discriminatie daarin is hetzij expliciet hetzij ongelijkwaardig wat betreft de toepassing ervan op Palestijnen.

#### Bezet Palestijns gebied
Uit de resultaten (januari 2019) van een diepgaand onderzoek over Israëls bestuur op de militair bezette Westelijke Jordaanoever van Palestina bleek dit bestuur het derde op de ranglijst meest ernstige geval van institutionele discriminatie/Institutioneel racisme te zijn in de democratische en quasi-democratische wereld. Het was uitgevoerd door de onderzoeksafdeling van Rabbis for Human Rights, geleid door Yariv Mohar, onderzoeker bij Rabbis for Human Rights, en een PhD-student bij de afdeling sociologie aan de Ben-Gurion Universiteit van de Negev; en gebaseerd op dozijnen aan bronnen. Het 
Het betrof: de behandeling van de legale status van minderheden, politieke gelegenheden, stemrecht en het recht om gekozen of benoemd te worden in publieke functies (in geval van staten zonder stemrecht), recht op bewegingsvrijheid en de vrijheid om - waar dan ook - in het land te wonen, toekennen van hulpmiddelen, en andere vormen van discriminatie.

### Verenigd Koninkrijk

#### Bij de politie
In het Verenigd Koninkrijk werd op basis van het onderzoek naar de moord op Stephen Lawrence geconcludeerd dat de politie institutioneel racistisch was. Na de moord op deze zwarte man had de politie geen goed onderzoek gedaan. Er werd onder andere niet gekeken naar forensisch bewijs op de kleding. De familie diende in 1997 een officiële klacht in tegen de politie, waarna de politie onderzoek deed en talloze fouten vond. De Metropolitan Police pakte op basis van dat rapport haar behandeling van etnische minderheden aan.
In juni 2015 zei de Metropolitan Police Commissioner, Sir Bernard Hogan-Howe echter nog dat de bewering dat de Metropolitan Police Service institutioneel racistisch was wel enigszins gerechtvaardigd was. Kennelijk vond hij de getroffen maatregelen onvoldoende.

#### In de psychiatrie

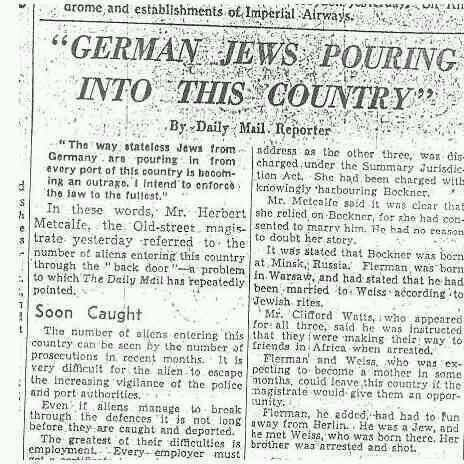
Krantenbericht uit 1938 in de Daily Mail over Duitse joden die het land (Engeland) binnenstromen. De tekst luidt: The way stateless Jews and Germans are pouring in from every port of this country is becoming an outrage. I intend to enforce the law to the fullest.' In these words, Mr Herbert Metcalde, the Old Street Magistrate yesterday referred to the number of aliens entering this country through the 'back door' -- a problem to which The Daily Mail has repeatedly pointed. The number of aliens entering this country can be seen by the number of prosecutions in recent months. It is very difficult for the alien to escape the increasing vigilance of the police and port authorities

Volgens het Institute for the Study of Academic Racism gebruikten wetenschappers van het Londense Institute of Psychiatry (IoP) racistische en eugenetische theorieën, zoals bijvoorbeeld die van IOP-psycholoog Hans Eysenck en van de Amerikaanse psycholoog Arthur Jensen, die een lezing over deze theorieën gaf in 1970. Deze conclusies staan in een boek uit 1979 van sociaal psycholoog Michael Billig getiteld Psychology, Racism, and Fascism. Hij concludeerde dat racistische vooroordelen het onderzoek van het instituut waren binnengedrongen, zowel onbedoeld als opzettelijk. In 2007 meldde de BBC dat er een race row (rel) was uitgebroken na een officieel onderzoek naar institutioneel racisme in de Britse psychiatrie. Sindsdien proberen vrijwilligersorganisaties iets te doen aan de hogere percentages van gedwongen opnames, overmatige medicatie, verkeerde diagnoses en vasthouden met geweld die leden van minderheidsgroepen ervaren in de Britse psychiatrie.

#### De Britse media
In 2006 zei de toenmalige commissaris van de Metropolitan Police, Sir Ian Blair, dat de Britse nieuwsmedia institutioneel racistisch zijn. Door deze opmerking voelden journalisten zich beledigd. De National Black Police Association verwelkomde echter de beoordeling van Blair.

#### Rapport van de Commission on Race and Ethnic Disparities
Na de Black Lives Matter-protesten in het Verenigd Koninkrijk, naar aanleiding van de dood van George Floyd in de Verenigde Staten, stelde de Britse regering de Commission on Race and Ethnic Disparities samen, die moest onderzoeken of er in het VK sprake was van institutioneel racisme. In het voorwoord van het rapport, dat op 31 maart 2021 uitkwam, schreef voorzitter Tony Sewell dat Groot-Brittannië niet langer een systeem had dat etnische minderheden bewust benadeelde. Er waren, zo stelde hij, nog altijd belemmeringen en verschillen, maar volgens hem hielden maar heel weinig daarvan direct verband met racisme. Verder stond er in het rapport dat zaken als geografie, familie, sociaal-economische achtergrond, cultuur en religie een groter effect op kansen in het leven hadden dan racisme. Ook was de commissie van mening dat met een steeds scheller klinkend anti-racistisch gedachtegoed werd geprobeerd om alle nadelen die minderheden ondervonden toe te schrijven aan discriminatie door blanken.

### Verenigde Staten

#### Rassensegregatie
In de Verenigde Staten bestond scheiding tussen Afro-Amerikanen en Europese Amerikanen vanaf de Amerikaanse Burgeroorlog tot eind jaren 1960 in vooral de voormalige Geconfedereerde Staten van Amerika. Op grond van een doctrine mochten zaken als huisvesting, medische zorg, onderwijs, werkgelegenheid en vervoer per ras worden gescheiden, mits zij voor elk ras van hetzelfde niveau waren. In de praktijk bleken de voorzieningen voor Afro-Amerikanen bijna altijd slechter te zijn.

#### Huisvesting en hypotheken

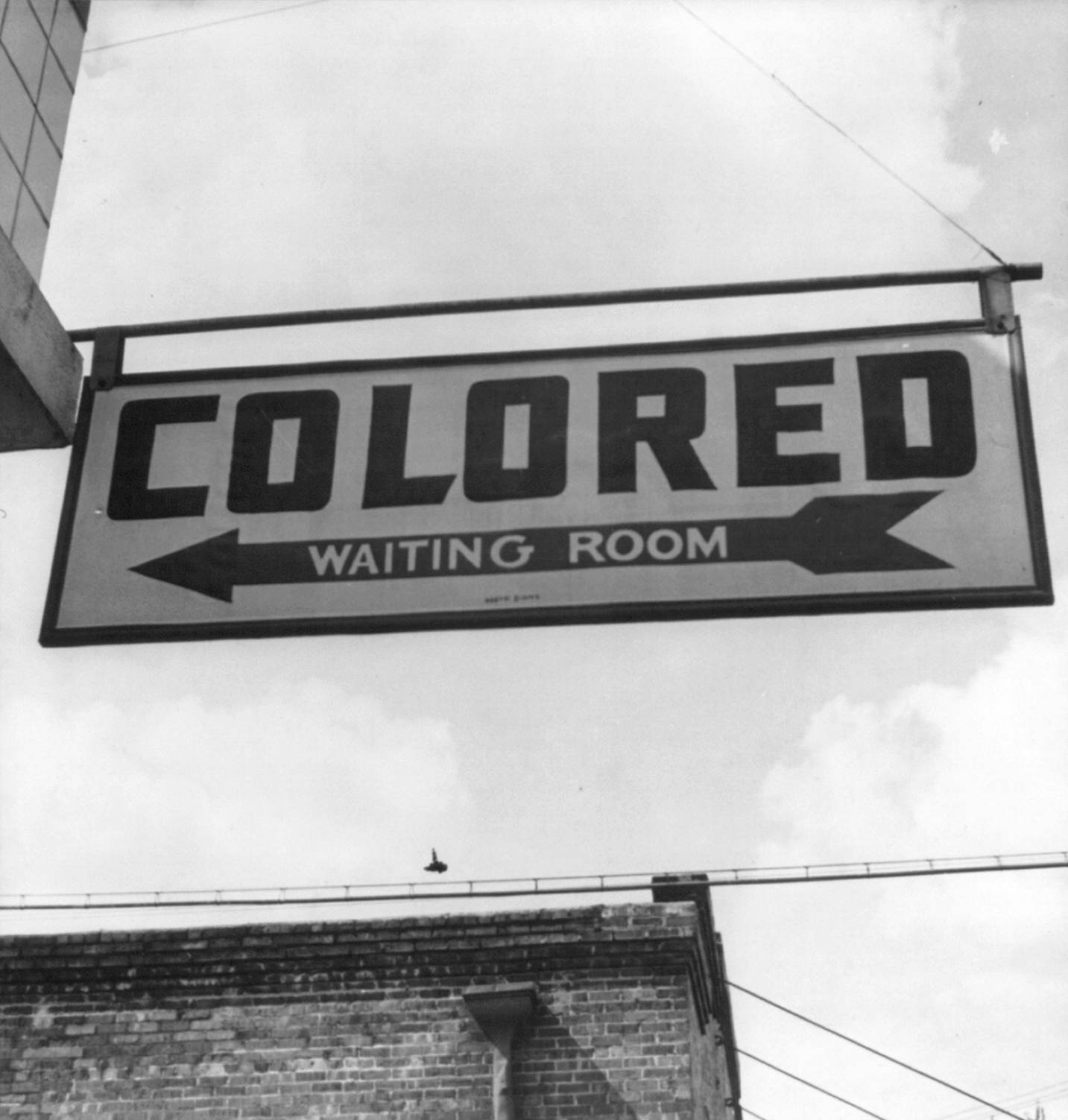
Een bord uit 1943 uit de staat Georgia, dat de wachtkamer aanduidt bij een bushalte. De wachtkamer was bestemd voor mensen van kleur, teneinde die te scheiden van de blanke mensen

Institutioneel racisme in de sector huisvesting was in de jaren 1930 te zien bij de hypotheekverstrekkers Home Owners Loan Corporation. Voor het bepalen van het risico van de hypotheek baseerden de banken zich op de ligging van de woning. In wijken met een hoog risico van wanbetaling, de redline-buurten, werd het risico hoger ingeschat. Dit waren meestal Afro-Amerikaanse buurten, terwijl blanke Amerikanen uit de middenklassen wel een hypotheek konden krijgen, kregen de Amerikanen in die buurten dan niet. In de loop van enkele decennia, waarbij blanke Amerikanen uit de middenklasse uit de binnenstad verhuisden naar mooiere huizen in de buitenwijken, bleven overwegend Afro-Amerikaanse buurten achter. Winkels verhuisden eveneens naar de buitenwijken om dichter bij hun (witte) klanten te zijn. Van de jaren 1930 tot en met de jaren 1960 maakte de New Deal en de Federal Housing Administation (FHA) van Franklin D. Roosevelt de kapitaalsgroei van mensen uit blanke middenklasse mogelijk door leningen te verstrekken aan banken die op hun beurt huisbezit van witte mensen financierden en daarmee het vertrek van witte gezinnen uit de binnensteden mogelijk maakte. De banken verstrekten geen leningen aan zwarten. Omdat de etnische minderheden niet in staat waren om financiering en hulp van banken te krijgen, kregen de witte Amerikanen een steeds grotere voorsprong op de zwarte Amerikanen door het maken van vermogenswinsten. Daardoor kon het kroost uit de witte middenklasse bij hun studie gefinancierd worden vanuit het eigen vermogen van de huiseigenaren. In zwarte en andere minderheidsfamilies was dat niet mogelijk. Tussen 1934 en 1962 ging minder dan 2 procent van de door de overheid gesubsidieerde woningen naar niet-blanke mensen. Het institutionele racisme van het FHA-model werd in de jaren 1970 getemperd. Ook de inspanningen van president Obama verbeterde de situatie door de introductie van Fair Housing Finance.
De hiervoor beschreven en door de Amerikaanse overheid gefinancierde programma's hebben een significante invloed gehad op de binnensteden. Zwarte buurten veranderen in een voedselwoestijn, maar hadden wel veel slijterijen. De buurten met lage inkomens hadden slechts kleine onafhankelijke supermarkten die doorgaans hogere prijzen in rekening moesten brengen. Arme consumenten uit deze wijken moeten hetzij hun boodschappen doen in wijken met hogere inkomens, of meer uitgeven in hun eigen wijk.
De huidige raciale segregatie en welvaartsverschillen tussen Amerikanen met verschillende huidskleur zijn het gevolg van nog ander beleid uit het verleden. Landarbeiders en bedienden, van wie de meesten zwart waren, hadden bijvoorbeeld geen recht op een uitkering uit de Social Security Act van 1935. Landeigenaren uit het zuiden wilden namelijk niet dat overheidssteun het agrarische systeem zou veranderen. In de Wagner Act van 1935 werd het zwarten bovendien bij wet verboden om toe te treden tot een vakbond die bescherming kon bieden.
Onderzoek in grote steden zoals Los Angeles en Baltimore laat zien dat gemeenschappen van etnische minderheden minder toegang hebben tot parken en ander groen. Parken hebben sociale, economische en gezondheidsvoordelen. De openbare ruimtes maken sociale interactie mogelijk, maken dagelijkse lichaamsbeweging mogelijk en verbeteren de geestelijke gezondheid. Minderheidsgroepen hebben ook minder toegang tot besluitvormingsprocessen die de verdeling van parken bepalen.

#### In de gezondheidszorg
Institutioneel racisme heeft invloed op de toegankelijkheid van de gezondheidszorg binnen niet-blanke minderheidsgemeenschappen. Etnische minderheidsgroepen zijn vaker onverzekerd dan de witte meerderheid, waardoor zij minder toegang hebben tot allerlei gezondheidsdiensten. Daardoor ontstaan verschillen in gezondheid tussen etnische groepen. Verschillende ziekten in de VS, waaronder aids, komen dan ook vaker voor bij etnische minderheden. In een artikel uit 1992 stelt Janis Hutchinson dat de federale regering bovendien langzaam heeft gereageerd op de aids-epidemie in minderheidsgemeenschappen en dat de regering geen rekening heeft gehouden met de etnische diversiteit bij de preventie en behandeling van aids. Het relatief grote aandeel zwarte gevangenen leidde ook tot meer besmettingen door aids. Deze mannen kregen in de gevangenis te maken met verkrachting en drugsverslaving waarbij besmette naalden werden gebruikt. Door het grote aantal gevangenen uit de zwarte gemeenschap zochten hun vrouwen buiten de gevangenis meer seksueel contact, met hogere kans op besmetting door het HIV als gevolg.

#### In het milieu
Institutioneel racisme kan de gezondheid van minderheden ook via milieufactoren beïnvloeden. Door raciale segregatie werden zwarte gemeenschappen bijvoorbeeld onevenredig vaak blootgesteld aan chemische stoffen zoals loodhoudende verf, dieseldampen, drukte, zwerfvuil en lawaai.

#### Bij de politie en in het strafrecht
Het racisme binnen de Amerikaanse politie wordt door sommigen als structureel gezien, maar lang niet door iedereen. In elk geval culmineert racisme binnen de Amerikaanse politie in moord door politiemensen. Voorbeelden van deze moorden zijn die op Michael Brown in 2014 en George Floyd in 2020. Uit een onderzoek van de Stanford-universiteit bleek dat Afro-Amerikanen een 20% hogere kans hebben om te worden gecontroleerd bij een verkeerscontrole. In Los Angeles was 28% van de door politieagenten aangehouden mensen zwart, hoewel deze slechts 9% van de bevolking uitmaken.
Institutioneel racisme komt ook voor in het strafrechtsysteem. Afro-Amerikanen worden vaker veroordeeld voor strafrechtelijke delicten dan blanken of mensen met een Latijns-Amerikaanse achtergrond. Een voorbeeld hiervan zijn de veroordelingen voor het bezit van cocaïne. Hoewel ca. 2/3 van de cocaïnegebruikers in de VS blank of hispanic is, was in 1994 84,5% van de verdachten veroordeeld voor het bezit van cocaïne zwart, terwijl 10,3% blank was en 5,2% hispanic. Een andere uiting hiervan is dat moordzaken met blanke slachtoffers vaker tot een doodvonnis leidden dan die met zwarte slachtoffers.

#### In overheidsdienst
In theorie worden ambtenaren aangesteld op basis van hun verdiensten. In de praktijk zijn er echter redenen die de integratie van etnische minderheden belemmeren. Het Amerikaanse ministerie van Arbeid begon in de jaren 1970 raciale quota af te dwingen, maar er bleken rechtszaken nodig te zijn om tot effectieve uitvoering van deze quota te komen. In 1971 spanden de Vulcan Blazers van de brandweer van Baltimore een baanbrekende rechtszaak aan die resulteerde in de benoeming van zwarten in leidinggevende functies bij de brandweer. Andere minderheidsgroepen volgden hun voorbeeld en gingen ook naar de rechter. In 2009 betaalde de stad Baltimore $ 4,6 miljoen om een zaak over de discriminatie van politieagenten op te lossen.

#### In het onderwijs

Vivian Malone gaat zich als een van de eerste zwarte Amerikanen inschrijven bij de Universiteit van Alabama, 1963

Gestandaardiseerde tests worden ook beschouwd als een vorm van institutioneel racisme, omdat blijkt dat deze testen mensen met een bepaalde sociaal-culturele achtergrond bevoordelen. De oorzaken van de verschillen in testresultaten zijn echter nog niet volledig bekend.
Pas in de jaren 1960 werd het voor gekleurde jongeren mogelijk om te studeren aan hogescholen en universiteiten. Dit werd mogelijk door de Civil Rights and Higher Education Acts. Er bleven echter obstakels voor integratie bestaan in de overwegend blanke instellingen voor hoger onderwijs. Het was voor veel zwarte studenten bovendien moeilijk om naar de universiteit te gaan door de slechte kwaliteit van het basis en middelbaar onderwijs op de gesegregeerde scholen.

#### In de politiek
Zwarte vertegenwoordiging in het Amerikaanse congres is sinds de afschaffing van de slavernij altijd laag gebleven. Tijdens de regering van Nixon waren er 11 zwarte vertegenwoordigers, tien in het huis van afgevaardigden en één in de senaat. Daarna begon de vertegenwoordiging van zwarten toe te nemen.

### Zuid-Afrika

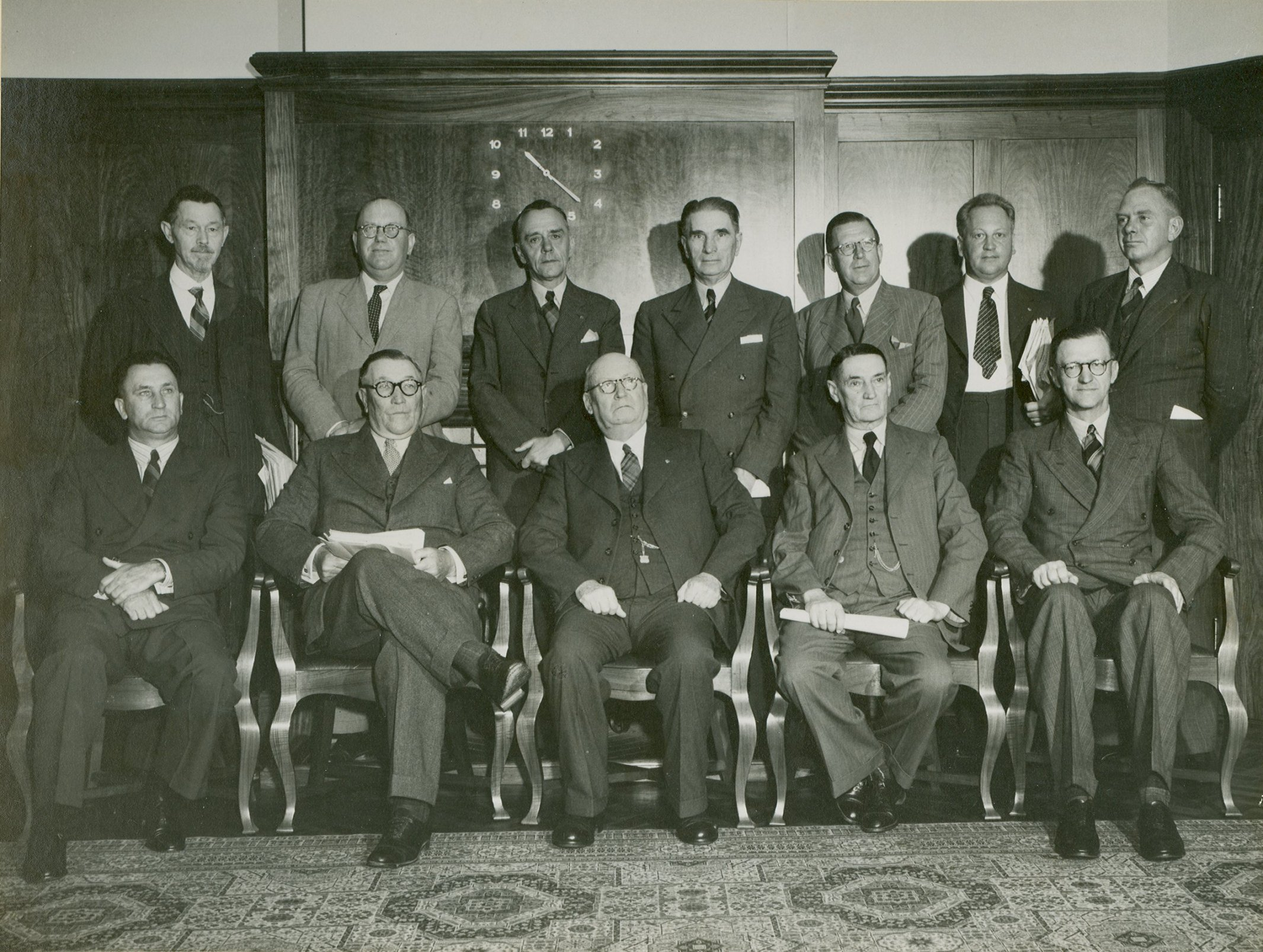
De geheel witte regering van Zuid-Afrika in 1948. Democratisch gekozen, maar op basis van een minderheid aan stemgerechtigden

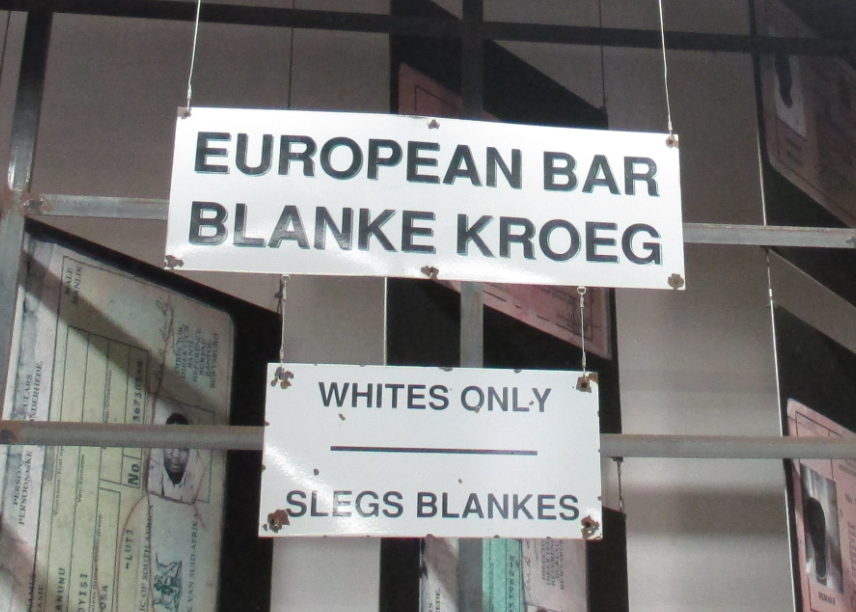
Bord in het Apartheidmuseum in Zuid-Afrika voor een kroeg voor alleen witte mensen

Zuid-Afrika is wellicht het land waar het institutioneel racisme tot ver in de twintigste eeuw het meest schrijnend was en waar het tot in de diepste haarvaten van de maatschappij doorgedrongen was. Tussen 1948 en 1990 bestond in Zuid-Afrika een wettelijke systeem van Apartheid, een officieel systeem van rassensegregatie. Zwarte en witte mensen moesten separaat van elkaar wonen wat leidde tot een systeem van thuislanden. Gemengde huwelijken waren verboden. Het onderwijs voor zwarten was gericht op het verrichten van ondergeschikt werk, etc. etc. In de 21ste eeuw bestaat in Zuid-Afrika nog steeds discriminatie van mensen van kleur.